# Koziołek (zoologia)
Koziołek (tragus) – skórny, błoniasty wyrostek w małżowinie usznej niektórych nietoperzy. Spośród polskich gatunków występuje tylko u gatunków z rodziny mroczkowatych. Kształt zróżnicowany (nożowaty, grzybkowaty, rogalikowaty, u gatunków egzotycznych także inny), co umożliwia często rozróżnianie poszczególnych rodzajów i gatunków nietoperzy.